# Купирово
Купирово је насељено мјесто у општини Грачац, југоисточна Лика, Задарска жупанија, Република Хрватска.

## Географија
Купирово је удаљено око 30 км сјевероисточно од Грачаца.

## Историја
Купирово се од распада Југославије до августа 1995. године налазило у Републици Српској Крајини.

## Становништво
Купирово се до пописа становништва 1971. налазило у саставу општине Срб, а до августа 1995. у саставу општине Доњи Лапац. Према попису становништва из 2011. године, насеље Купирово је имало 46 становника.
| Националност       | 1991. | 1981. | 1971. | 1961. |
| Срби               | 130   | 160   | 184   | 217   |
| Хрвати             |       |       |       | 2     |
| остали и непознато |       |       |       | 1     |
| Укупно             | 130   | 160   | 184   | 220   |

| Демографија | Демографија | Демографија |
| Година      | Становника  | Становника  |
| ----------- | ----------- | ----------- |
| 1961.       | 220         |             |
| 1971.       | 184         |             |
| 1981.       | 160         |             |
| 1991.       | 130         |             |
| 2001.       | 16          |             |
| 2011.       |             | 46          |